# ドィフターウ (機雷敷設艦)
ドィフターウ(ディフタウ；ロシア語:Дыхтауドィフターウ)は、ロシア帝国で就役した機雷敷設艦(минный заградитель)である。戦時に徴用された特設艦船に数えられる。艦名は、カフカース山脈第二の高峰ドィフターウ峰に由来する。

## 概要

### 建造
ドィフターウは、1907年にイギリスのニューカッスルで起工した。もともとは、ロシア汽船貿易会社のための貨物船であった。姉妹船に、ベシュターウがあった。

### 徴用
1914年8月に第一次世界大戦が勃発すると、戦火の拡大に備えてロシア帝国海軍に徴用され、9月7日、姉妹船とともに機雷敷設艦に艦種変えされた。所属は、黒海艦隊となった。
機雷敷設艦となったドィフターウは、ポティやバトゥミなど黒海・アゾフ海沿岸の港湾に防禦用の機雷を敷設した。そうした中でドィフターウの活躍として最も知られているのは、1915年4月、ベシュターウとともに敷設した機雷により、オスマン帝国の防護巡洋艦メジディエを撃破したことである。触雷の損傷により、メジディエは味方の駆逐艦によって沈められざるを得なくなった。その後、この巡洋艦は黒海艦隊によって引き揚げられ、プルートと改称のうえ黒海艦隊に編入された。
1916年3月22日には、艦名を第87号輸送艦(Транспорт №87トランスポールト・ノーミェル・ヴォースィェミヂェスャト・スィェーミ)に改められた。

### 末路
1917年にロシア革命が発生すると、第87号輸送艦は他の黒海艦隊所属艦と同様臨時政府の管轄下に置かれた。その後、赤軍やウクライナ人民共和国、ウクライナ国、南ロシア軍に接収された。
1920年には、ロシア内戦に敗れたピョートル・ヴラーンゲリ将軍率いるロシア軍艦隊とともに国外へ脱出し、コンスタンティノーポリ(イスタンブール)まで同行した。